# Victor Joachim Sucksdorff
Victor Joachim Sucksdorff (né le 13 juin 1866 à Helsinki ; décédé le 26 décembre 1952 à Helsinki) est un architecte finlandais.

## Biographie
Le grand-père maternel de Victor Sucksdorff est Anders Fredrik Granstedt dont le père est Pehr Granstedt.
L'oncle de Victor Sucksdorff est Theodor Granstedt.
Victor Sucksdorff obtient son diplôme d'architecte du Collège Polytechnique d'Helsinki en 1891.
Victor Sucksdorff est surtout connu pour ses voyages d'étude en Carélie orientale effectués en 1894 et 1896 en compagnie d'Yrjö Blomstedt.
Blomstedt et Sucksdorff recueillent de nombreuses traditions de construction et les publient dans leur ouvrage (Karjalaisia rakennuksia ja koristemuotoja).
On dit souvent que Blomstedt et Sucksdorff ont eu une grande influence dans la diffusion du Carélianisme dans l'architecture finlandaise.
Viktor Sucksdorff est nommé architecte municipal de la ville d'Oulu en 1906–1908.
Puis il s'installe à Vaasa où il est directeur de l’école industrielle.
En 1916, il s'installe à Helsinki comme directeur de l’école industrielle.

## Ouvrages
- Centrale hydroélectrique de Myllytulli (fi), Oulu – 1902 [3]
- Jardin d'enfants de Laskuniemi (fi), Hupisaaret, Oulu – 1903 [4]
- Villa Victor [5], Kirkkokatu 54, Oulu – 1906
- Kemilä, Karihaara, Kemi – 1906
- Ancien hôpital municipal, Tuiranpuisto, Oulu – Ylilääkärin asunto ja Hermola (1907)
- Église d'Oulujoki (1908)
- Lycée de l’école mixte finnoise d'Oulu, Maunonkatu 1, Oulu – 1908
- Ancienne maison des postes, Kauppurienkatu 13, Oulu – 1909
- Immeuble de bureaux des compagnies d'électricité d'Oulu, Oulu – 1909
- Maison Snellman, Mäntylä, Oulu – 1935

## Écrits
- (fi) Yrjö Blomstedt & Victor Sucksdorff, Karjalaisia rakennuksia ja koristemuotoja, Helsinki, Kuvasto, 1900
- (fi) Yrjö Blomstedt et Victor Sucksdorff, Karjalaisia rakennuksia ja koristemuotoja, Jälkimmäinen osa. Kuvakeräyksia keskisestä Venäjän Karjalasta, Helsinki, 1901
- (de) Yrjö Blomstedt et Victor Sucksdorff, Karelische Gebäude und ornamentale Formen aus Zentral-Russisch-Karelien, Helsinki, 1902

## Galerie

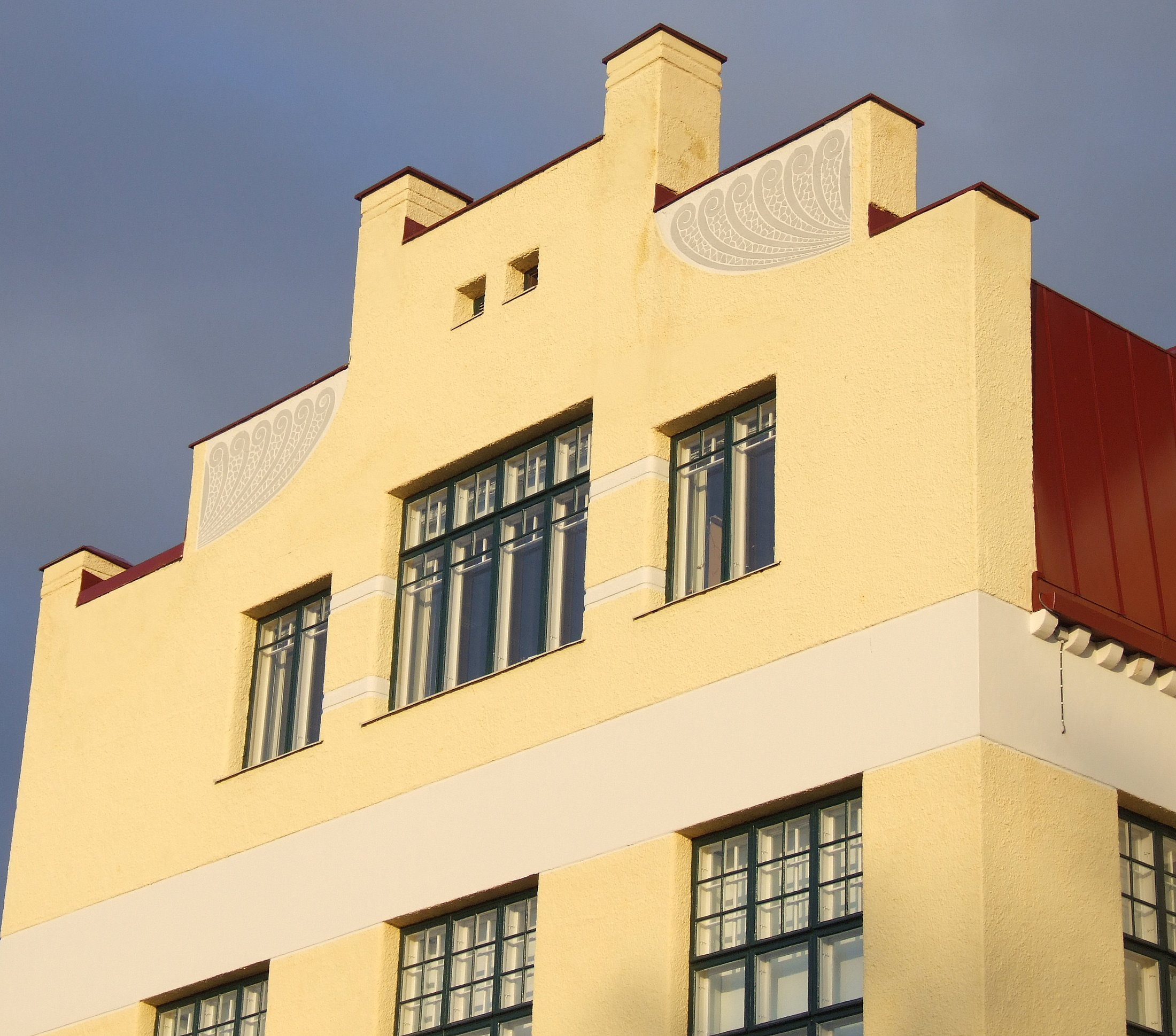
École mixte d'Oulu.
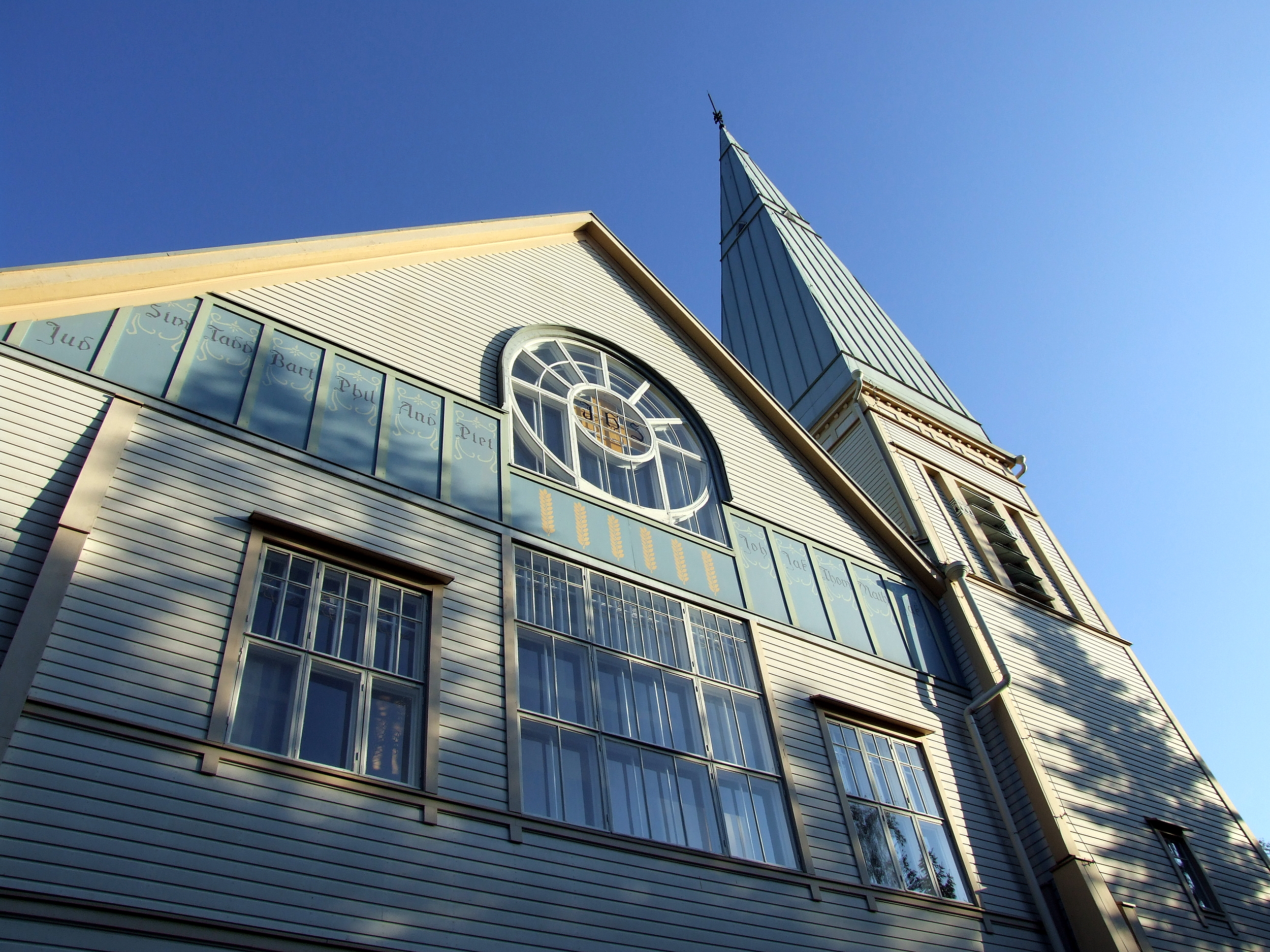
Église d'Oulujoki.
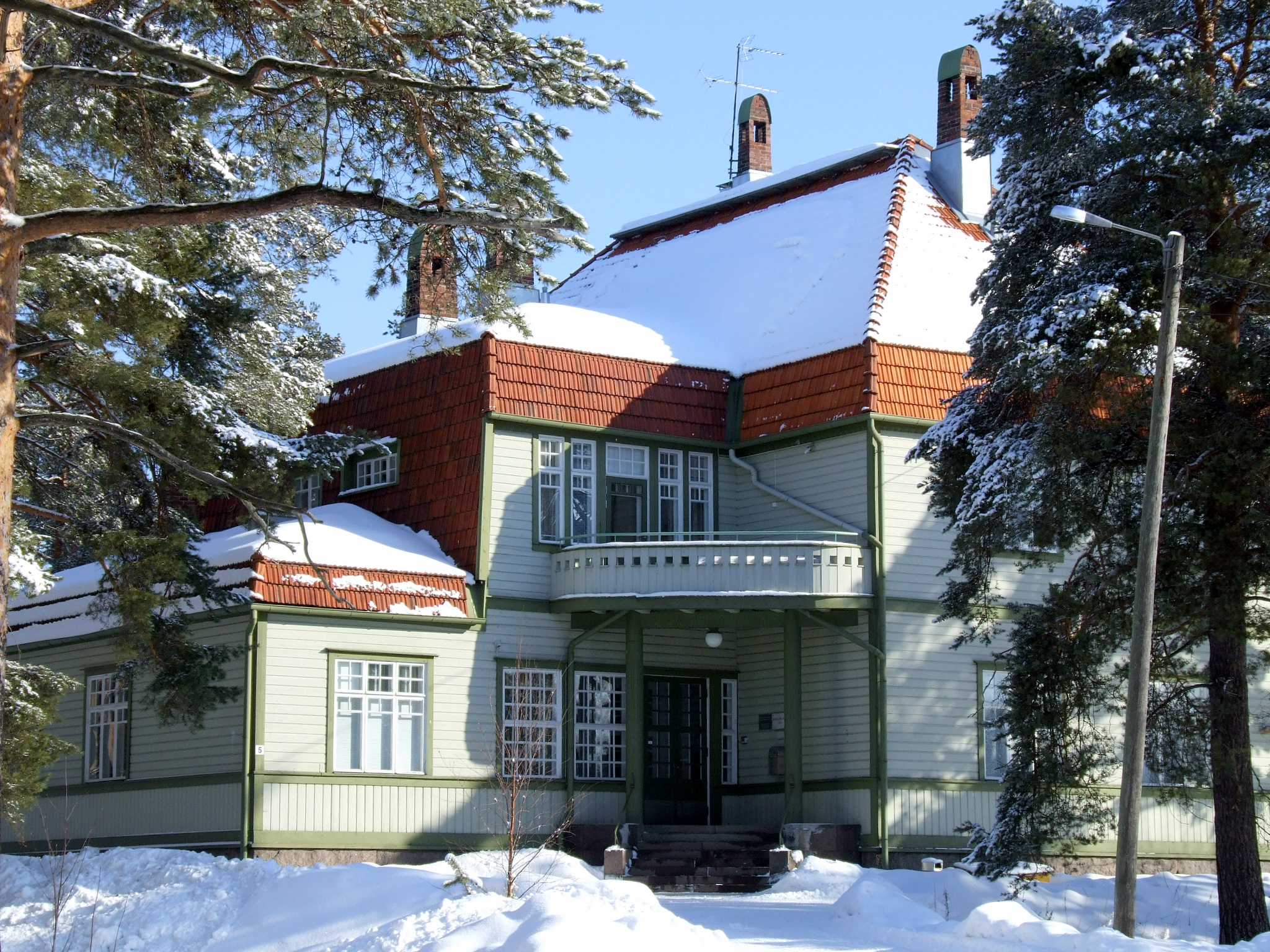
Hermola.
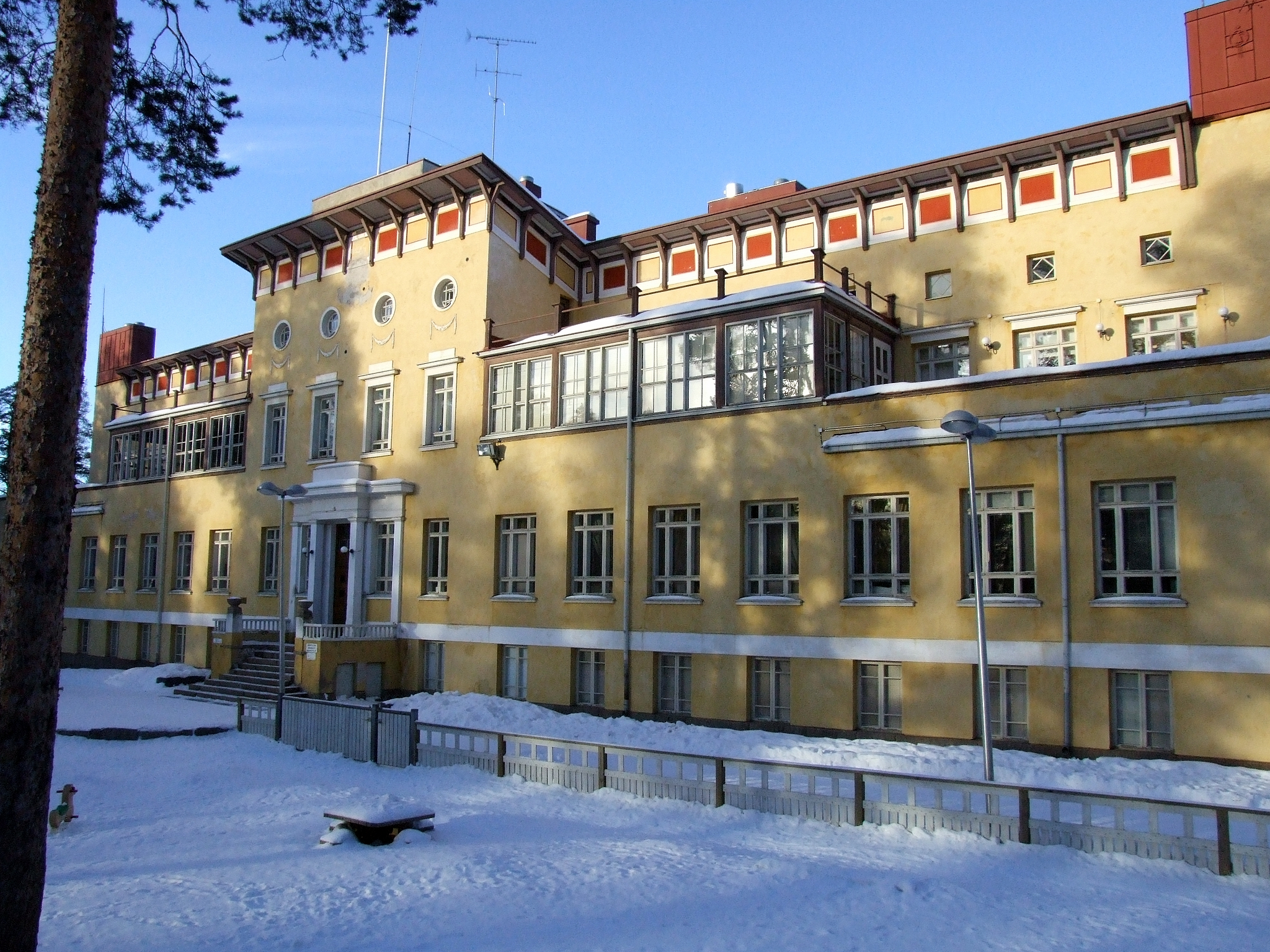
Maison-Snellman.
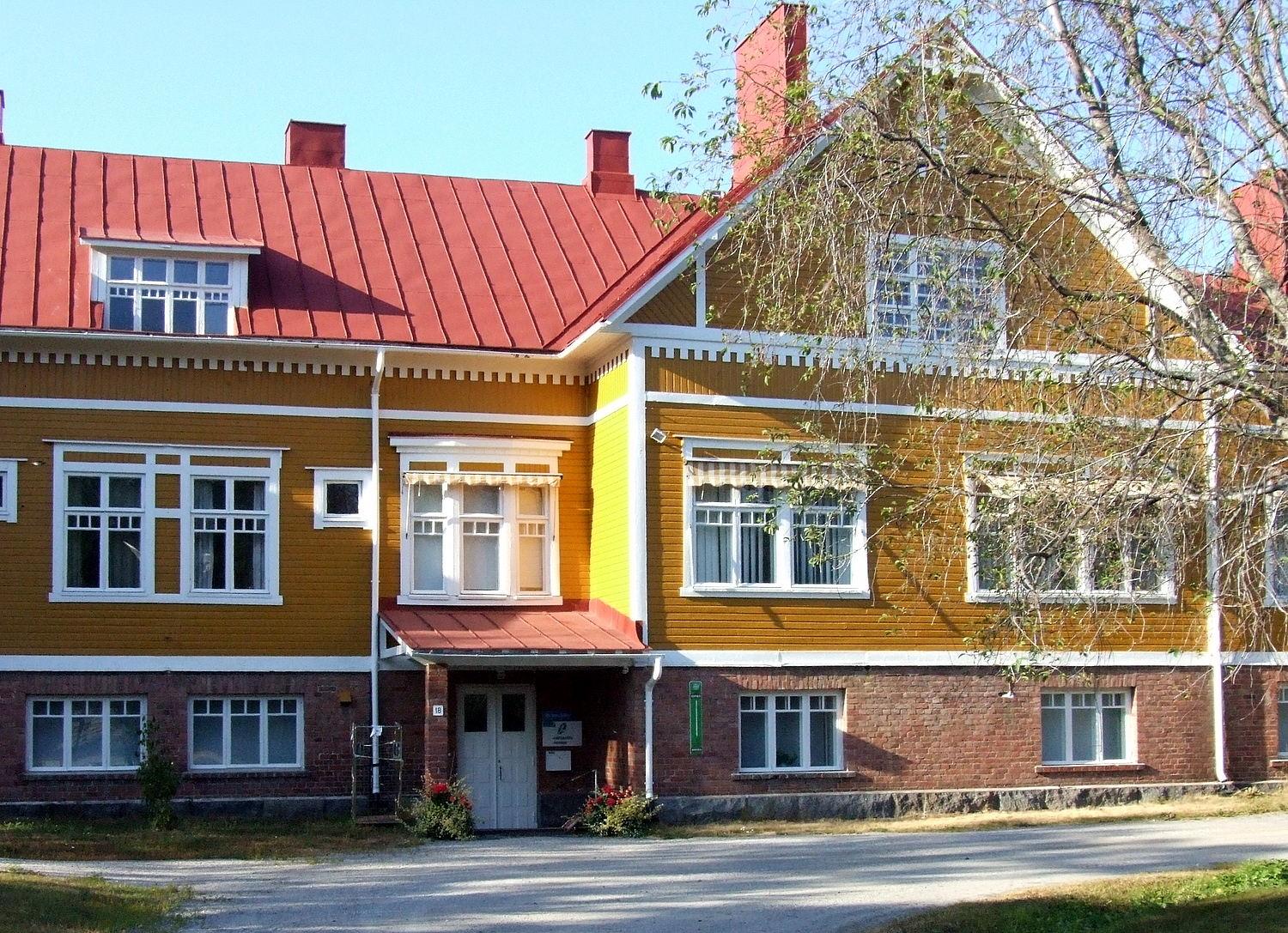
Kemilä
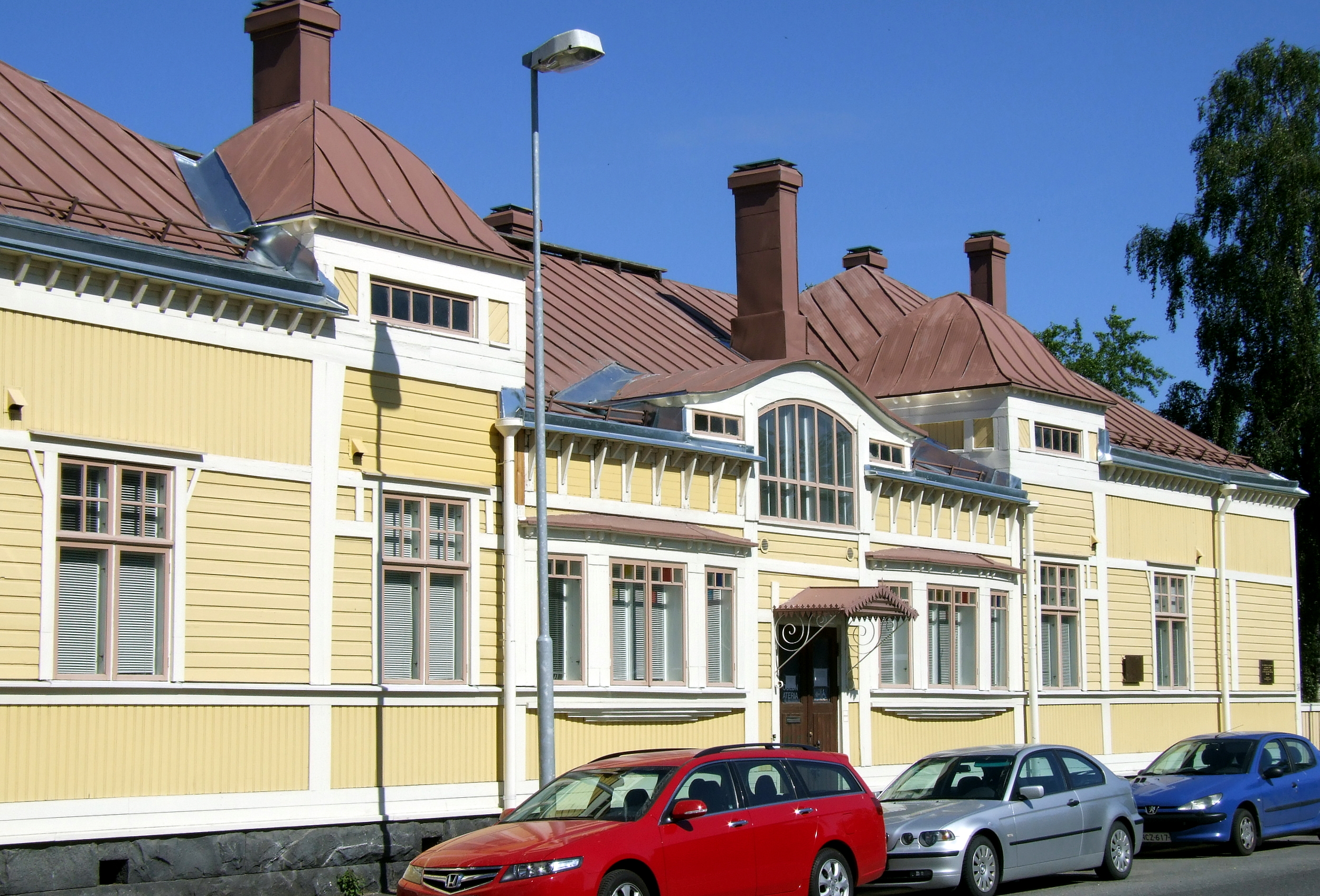
Villa Victor
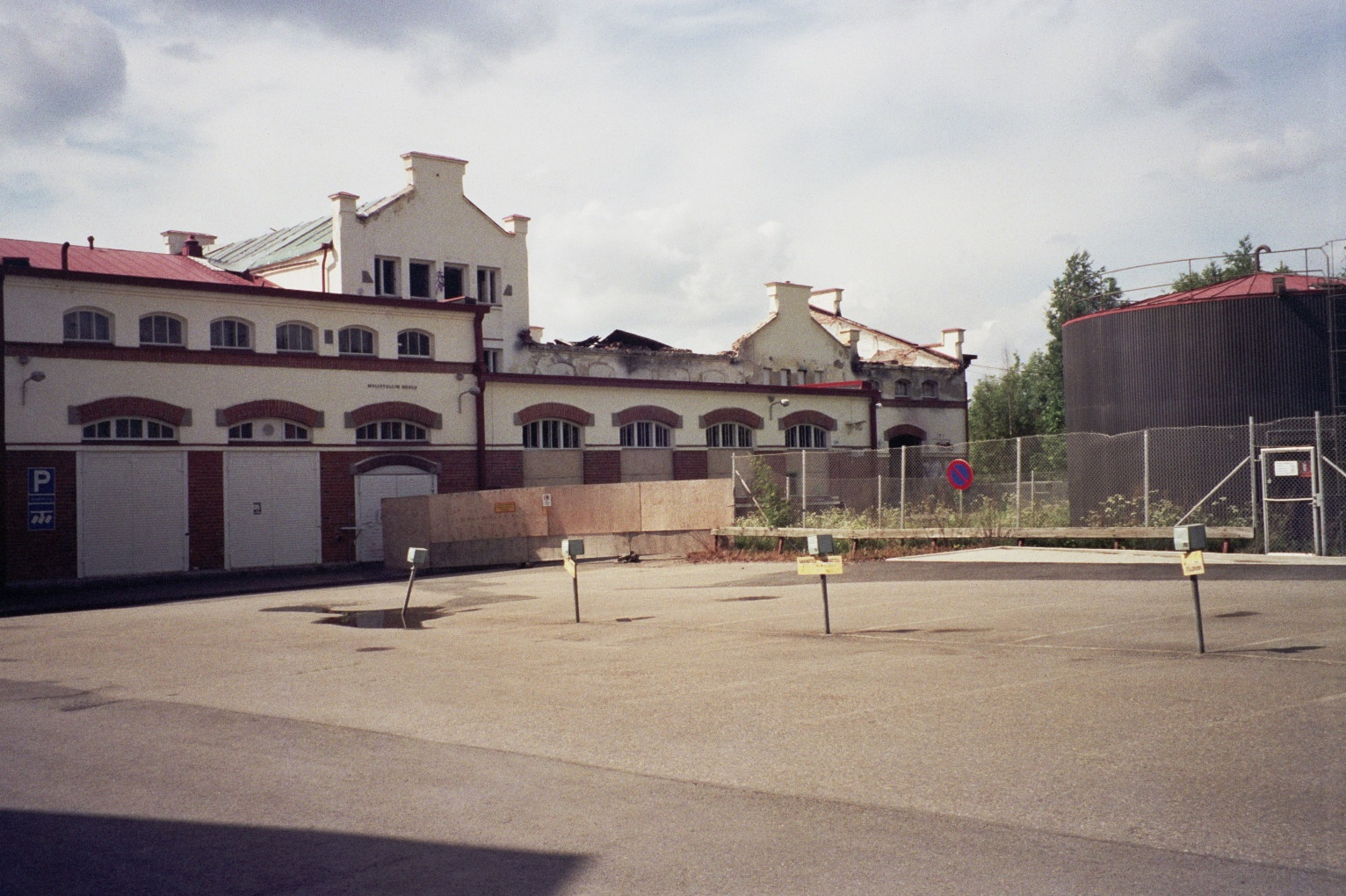
Centrale hydroélectrique de Myllytulli
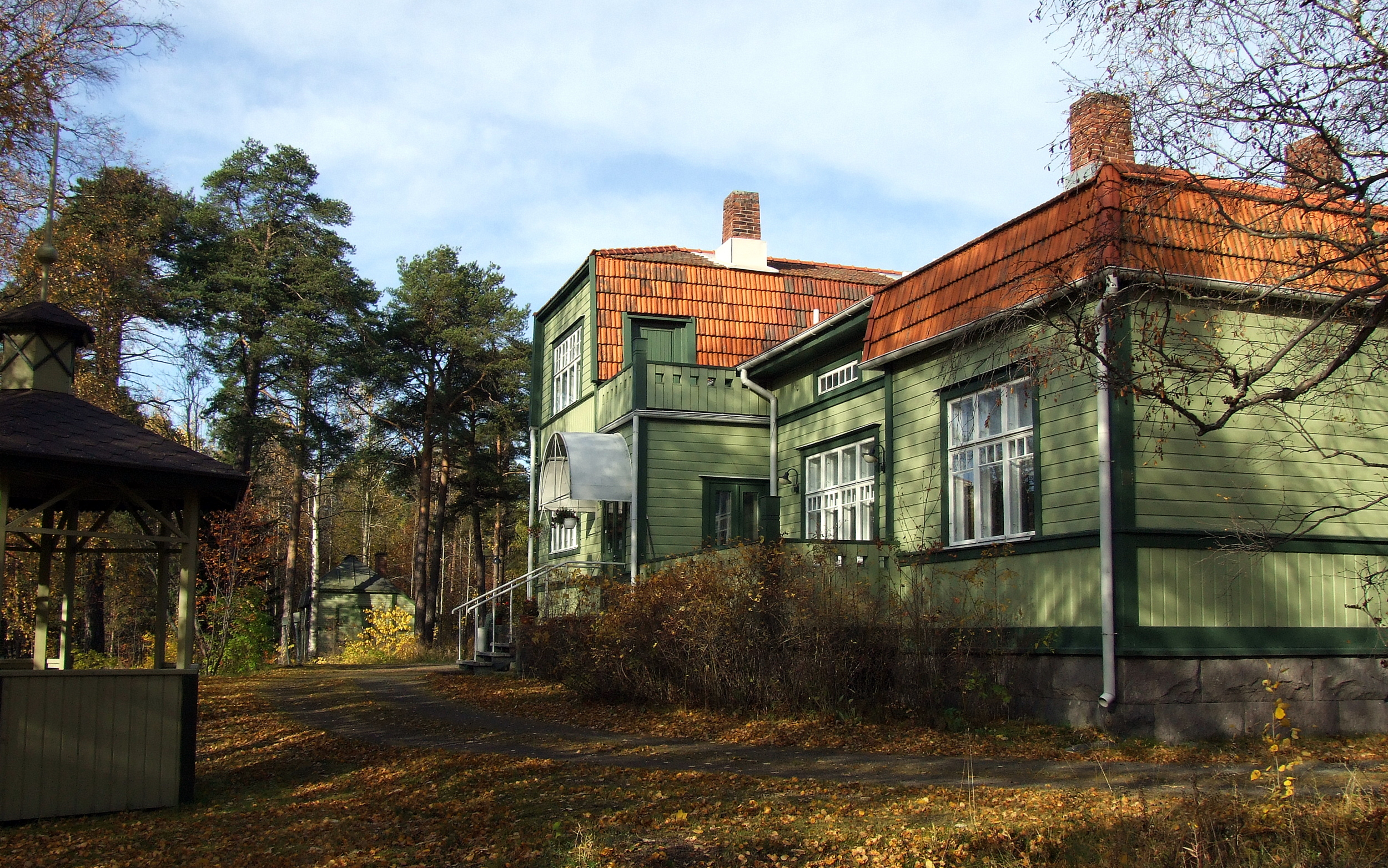
Maison médicale de Tuiranpuisto.
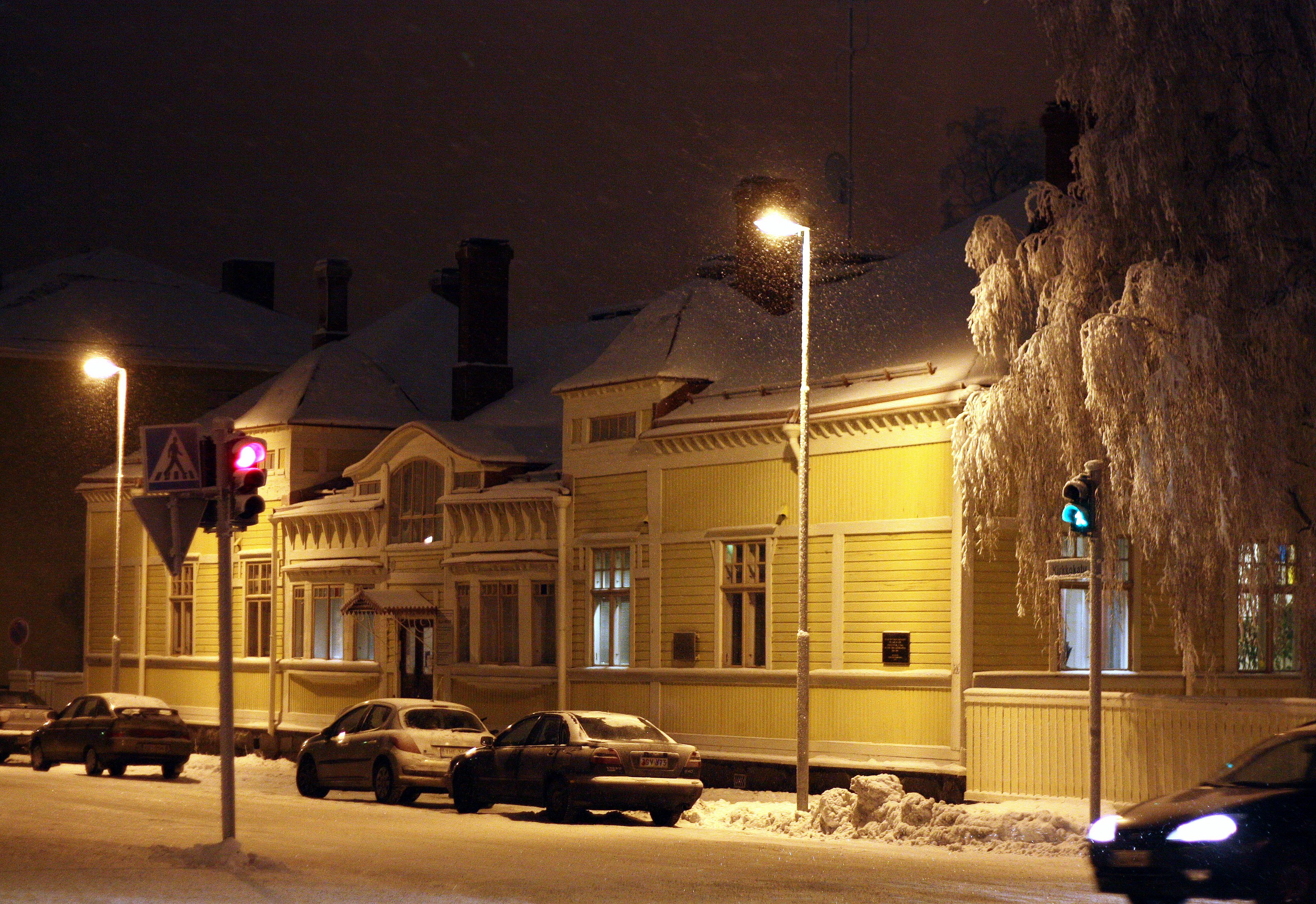
Villa Victor